# Eoscarta roseinervis
Eoscarta roseinervis is een halfvleugelig insect uit de familie schuimcicaden (Cercopidae). De wetenschappelijke naam van deze soort is voor het eerst geldig gepubliceerd in 1925 door Schmidt.